# Cesare Franchini (calciatore 1932)
Cesare Franchini (Villafranca di Verona, 13 marzo 1932 – Villafranca di Verona, 19 marzo 2014) è stato un calciatore italiano, di ruolo centrocampista.

## Carriera
Cresce nelle giovanili del Verona con cui disputa 5 campionati in Serie B, collezionando 88 presenze ed una rete fra i cadetti.
Nel 1956 viene acquistato dal Napoli di Achille Lauro, dove rimane per quattro stagioni, le prime due da titolare e le successive da riserva, per complessive 61 presenze in massima serie, con 3 reti all'attivo, tutte messe a segno nell'annata 1957-1958 su calcio di rigore.
Chiude la carriera nella Salernitana in Serie C.